# Nannopetersius mutambuei
Nannopetersius mutambuei is een straalvinnige vissensoort uit de familie van de Afrikaanse karperzalmen (Alestidae). De wetenschappelijke naam van de soort is voor het eerst geldig gepubliceerd in 2008 door Wamuini Lunkayilakio & Vreven.